# Паприка (роман)
«Паприка» (яп. パプリカ) — роман у жанрі технотрилер японського письменника Цуцуя Ясутаки, вперше надрукований 1993 року. Вперше друкувався в журналі Marie Claire у чотирьох частинах, кожна з яких хронологічно з’являлася у випусках за січень 1991 року, березень 1992 року, серпень 1992 року та червень 1993 року. Манґа адаптація до роману створена Хагіварою Рейджі в 1995 році, але опублікована лише в 2003 році. У 2006 році роман адаптований в анімаційний фільм, який наступного року Сакай Ері адаптував до другої манґи. Роман перекладений англійською Ендрю Драйвером, опублікований Alma Books у квітні 2009 року.

## Сюжет
Моніторинг снів та втручання як засіб лікування психічних розладів — це нова форма психотерапії, яка розвинеться в найближчому майбутньому. Блискуча співробітниця дослідницької установи з психіатрії Чіба Ацуко (千 葉敦子) — найвидатніший вчений у цій галузі, використовуючи свою альтер-его паприку (パ プ リ カ), щоб проникнути у мрії інших та лікувати їх хвороби. Її колега, блискучий і ожирілий Токіта Косаку (時 田 浩 作) створив супер-мініатюризовану версію існуючих пристроїв для аналізу сновидінь Інституту, назвавши його DC Mini (DC ミ ニ). Починаються хвилювання, коли новий апарат для психотерапії вкрадений, що дозволить зловмиснику увійти в розум кого завгодно і здійснити контроль над його розумом. Розпочалися шалені пошуки злочинця та DC Міні.

## Герої
- Чіба Ацуко / Паприка — прекрасний, але скромний психотерапевт та провідний науковий співробітник Інституту психіатричних досліджень. Лікуючи своїх пацієнтів, вона приймає своє альтер-его, Паприку.
- Токіта Косаку — блискучий, але з надмірною вагою Чіби, в яку він закоханий. Він є винахідником DC Міні.
- Шима Торатаро — адміністратор Інституту, який просить Чібу вивести Паприку, щоб допомогти занепокоєному Ноді.
- Осанай Моріо — симпатичний, але глибоко аморальний співробітник Тіби, який відчуває до неї як ревнощі, так і кохання.
- Нода Татцуо — видатний керівник автомобільної компанії та давній друг Шими, який страждає від тривоги.

## Адаптації

### Анімаційний фільм
Анімаційна екранізація роману режисера Кон Сатоші вийшла в 2006 році, а голос бармена озвучив сам Цуцуй Ясутака.

### Версія манґи
- Версія Хагівари Рейджі в журналі Mister Magazine від Kodansha (з жовтня 1994 по вересень 1995 рік).
- Версія Ері Сакай у щомісячному Monthly Shonen Sirius від Kodansha (з травня по липень 2007 рік).

### Фільм у прямому ефірі
Вольфганг Петерсен має права на рімейк «Паприки».